# Al Khor (otok)
Otok Al Khor (ar. جزيرة الخور), također poznat kao Jazirat bin Ghanim i Purple Island, je otok koji se nalazi u općini Al Khor na sjeveroistočnoj obali Katara. Tu se nalazi jedino arheološko nalazište u zemlji koje se može pripisati drugom tisućljeću pr. Kr. Četiri su glavna razdoblja ljudskog boravka na otoku, koja datiraju već od pr. 2000. prije Krista do čak 1900. godine. Otok je najpoznatiji po tome što je u drugom tisućljeću pr. Kr. bio mjesto rada industrije ljubičaste boje koju su kontrolirali Kasiti.

## Geografija
Otok Al Khor nalazi se otprilike 50 km sjeverno od glavnog grada Dohe. Povezan je s kopnom suženim zemljanim putem koji prolazi kroz nekoliko potoka.
Otok je površine 1,67 km2, a nalazi se na istočnoj strani zaštićenog zaljeva s kojeg se pruža pogled na grad Al Khor. Širina zaljeva je od 2,2 do 6,5 km. S otvorenim morem povezana je kanalom širine oko 750 metara na svom južnom kraju. Od grada Al Khora dijeli ga 420 metara plitkog zaljeva. 
Mnoge mangrove (Avicennia marina) nalaze se uz njegovu jugoistočnu i istočnu obalu. Na otoku nije pronađena pitka voda, ali poznati izvori su u blizini.
Ovdje se mogu uočiti brojni izdanci vapnenca, od kojih je najviši otprilike 8.5 metara. Na obali se nalaze trošne i ravne kamene formacije na kojima su otkrivene razne školjke morskih puževa. Iako relativno visoki izdanci sadrže tragove umjetnih struktura poput grobnih humaka, velika većina arheoloških otkrića napravljena je na ravnim područjima koja okružuju te izdanke.
- Šuma mangrova na otoku
- Mačka se odmara u slanoj močvari na otoku Al Khor.
- Pogled na otok Al Khor s brežuljka.

## Arheologija

### Neolitik
Konačna okupacija otoka tijekom neolitika nije posve sigurna. Nekoliko neolitičkih kampova i ulomaka posude Ubaida otkriveno je otprilike 6 km istočno od otoka. Pretpostavlja se da su otok posjetili ti neolitski stanovnici.

### Rano dilmunsko razdoblje
Keramika koja potječe iz civilizacije Dilmun sugerira da je otok bio povezan s civilizacijom sa sjedištem u Bahreinu iz c. 2000. do 1750. pr. Kr. Keramika koja datira iz ranog razdoblja Dilmun sastoji se uglavnom od staklenki srednje veličine i lonaca za kuhanje. Naselja koja datiraju iz razdoblja Dilmun možda su osnovana kako bi se ubrzala trgovačka putovanja između Bahreina do najbližeg značajnog naselja u Perzijskom zaljevu, Tell Abraq. Drugi scenarij podrazumijeva da su logore stvorili gostujući ribari ili lovci na bisere iz Dilmuna. Također je sugerirano da prisutnost keramike ukazuje na trgovinu između stanovnika otoka Al Khor i civilizacije Dilmun, iako se to smatra malo vjerojatnim zbog oskudnog stanovništva Katara u tom razdoblju.

### Kasitsko razdoblje
Kasiti su upravljali industrijom ljubičaste boje na otoku od c. 1400. do 1100. pr. Postojali su i trgovački odnosi između stanovnika Katara i Kasita. Među nalazima bilo je 3.000.000 smrvljenih puževih ljuštura i kasitskih ulomaka. Tvrdi se da je otok mjesto najranije poznate proizvodnje ljubičaste boje za školjke. Boja je dobivena od puža Murex i nazvana "purpur".

### Sasanidsko razdoblje
Artefakti koji potječu iz kasnog sasanidskog razdoblja, od c. 400. do 600. godine naše ere, pronađeni su ovdje.

### Kasni islamski period
Otok Al Khor bio je naseljen tijekom kasnog islamskog razdoblja, od c. 1700. do 1900.

### Otkriće
Mission Archéologique Français à Qatar, francuski tim predvođen Jacquesom Tixierom, otkrio je mjesto 1976.

## Vanjske poveznice
|  | Zajednički poslužitelj ima još gradiva o temi Al Khor (otok) |